# MyZeil
MyZeil
 es un centro comercial en el centro de la ciudad de Frankfurt, Alemania diseñado por el arquitecto italiano Massimiliano Fuksas. Es parte del complejo denominado PalaisQuartier y da acceso a la calle comercial Zeil. Fue inaugurado oficialmente el 26 de febrero de 2009. 

## Diseño

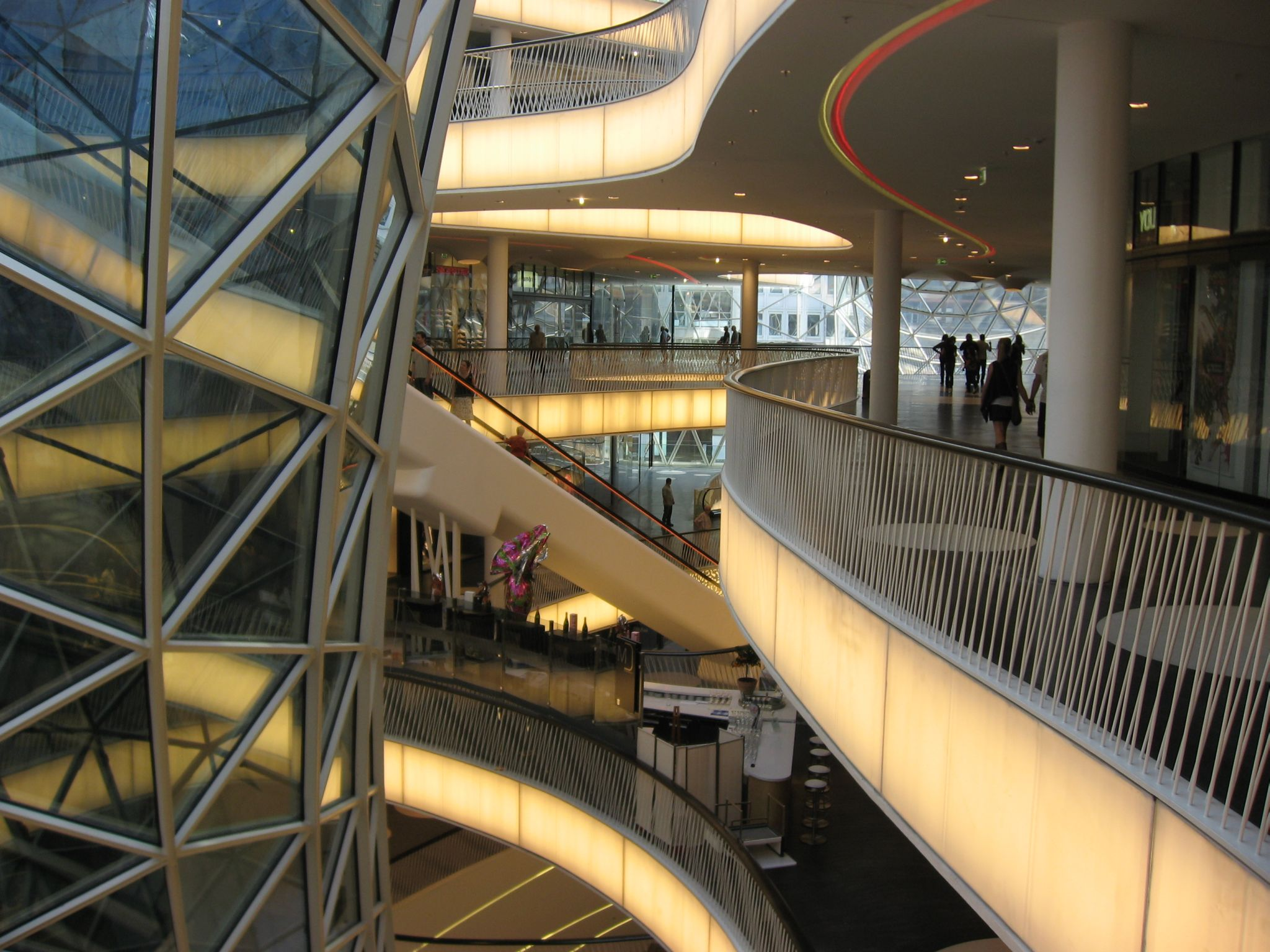
Vista interior del complejo (abril de 2009)

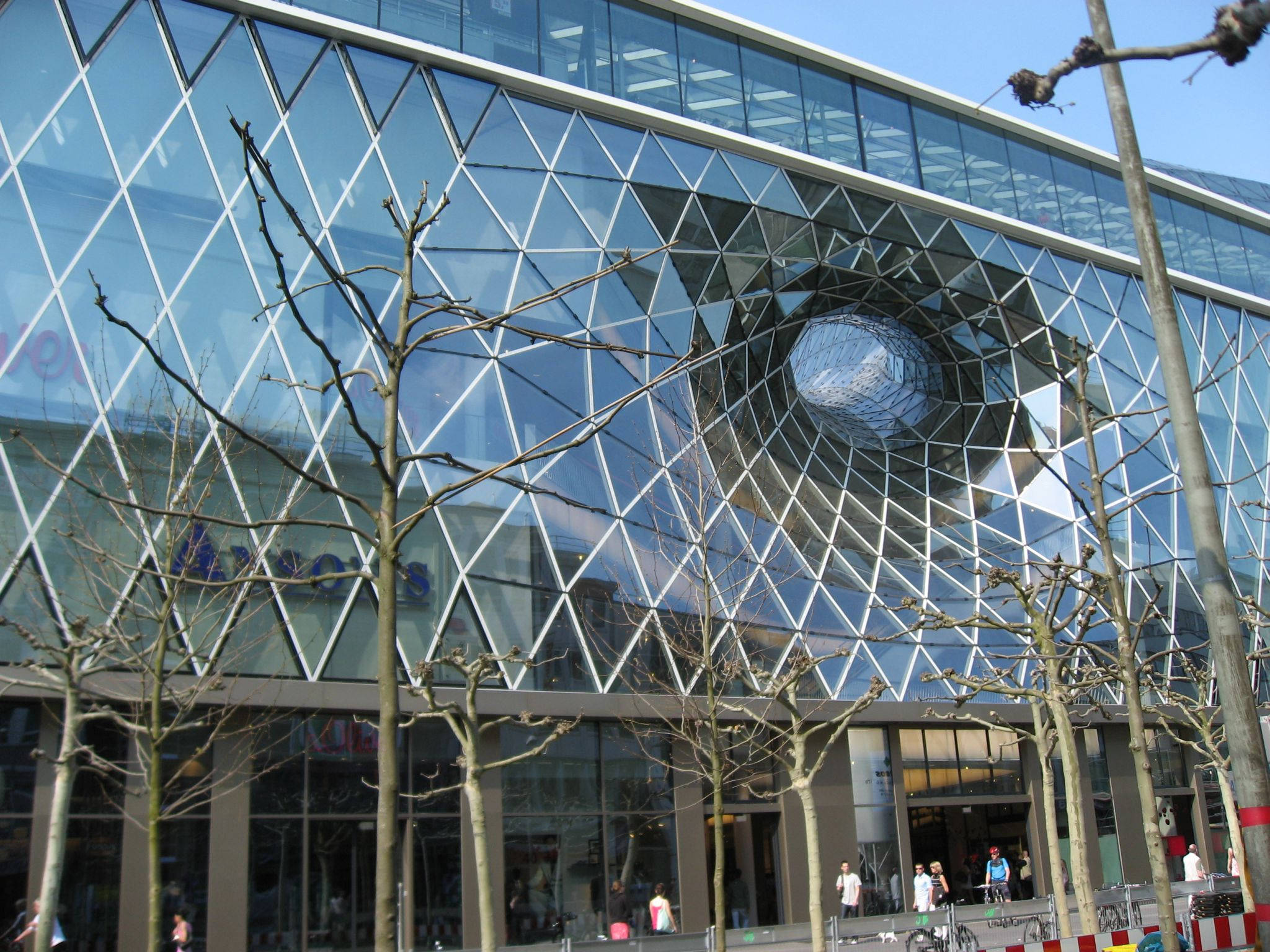
Entrada del centro comercial MyZeil

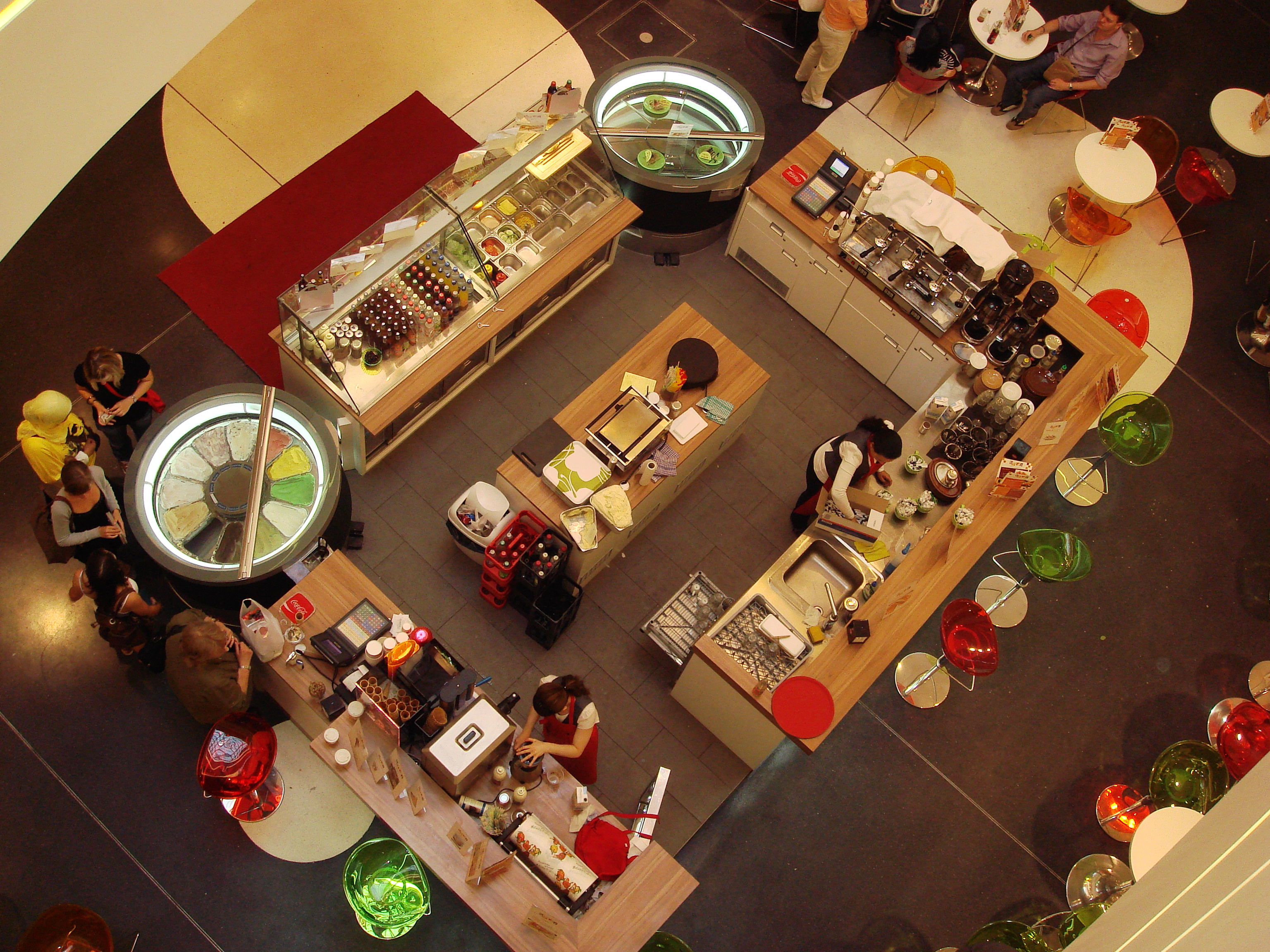
Imagen de un restaurante del complejo MyZeil

El centro comercial MyZeil tiene seis plantas. La superficie completa del edificio, contando con la estructura abovedada de cristal triangular, es de 77 000 m². La superficie comercial en las tres plantas inferiores representa alrededor de 52 000 m². Los comercios incluyen un supermercado REWE, tiendas de ropa como Anson's o Hollister, jugueterías como una tienda LEGO, así como una tienda de electrónica y electrodomésticos de la cadena Saturn, entre otros.